# Oedembia dilatamenta
Oedembia dilatamenta är en insektsart som beskrevs av Ross 2007. Oedembia dilatamenta ingår i släktet Oedembia och familjen Embiidae.
Artens utbredningsområde är Assam (Indien). Inga underarter finns listade i Catalogue of Life.